# ソーシャルメディア
ソーシャルメディア（英語: social media）とは、誰もが参加できる広範的な情報発信技術を用いて、社会的相互性を通じて広がっていくように設計された仕組み、メディア、ウェブサイト、サービス、番組、アプリケーションのことである。
双方向のコミュニケーションができることが特徴である。しばしば、ティム・オライリーによって提唱されたWeb 2.0の概念を具現化した一つの形として考えられる。
個人と個人、個人と組織、組織と組織の間の情報発信が、ウェブサイトを経由することによってそれ自体が意味を持つコミュニティとなり、実社会に広く拡散されるようになった。影響力を持ち始めたメディアは、YouTubeやTwitter、Facebookなどのプラットフォームによって、個人間の情報発信が可視化されやすくなったことにより、ソーシャル・ネットワーキング・サービス（SNS）のネットワーク的な概念を超えて、新たなメディアとして浸透しつつある。

## 概要
ソーシャルメディアは、インターネットを前提とした技術を用いて、発信された映像、音声、文字情報にあるコンテンツ（情報の内容）を、当該コミュニティサービスに所属している個人や組織に伝えることによって、多数の人々や組織が参加する双方向的な会話へと作り替える。そのコンテンツ群は、コミュニティを軽く飛び越える。ソーシャルメディアは知識や情報を大衆化し、大衆をコンテンツ消費者側からコンテンツ生産者の側に変える。
例えばTwitterではtweetがコンテンツであり、そして、それに対するフォローもまたコンテンツである。そのコンテンツ群は、有用な集合知にも、社会や企業や個人の心を動かす世論にも、はたまた壮大な人格攻撃にもなる。そのコミュニティの態様は、コミュニティ形成(例えば会話)の流れによって変化するのである。
商業的なソーシャルメディアとは、ユーザー生成コンテンツ（UGC; user-generated content）や消費者生成メディア（CGM; consumer-generated media）を指す。Andreas Kaplan と Michael Haenlein はソーシャルメディアを「インターネットに基づくアプリケーションの一群であって、Web 2.0の思想的或いは技術的基礎付けの上に作られ、UGCを作りだし交換できるようにするもの」と定義している。
「ソーシャルメディア」という用語は、2006年7月以来、順調に使われるようになった。英語版Wikipediaに「Social media」が登場したのも2006年7月9日である。（当該記事の履歴参照）。2000年代末以降のスマートフォンの普及によってソーシャルメディアいつでもどこでも利用できるようになり、スマートフォンの位置情報等の機能とも相まって活用の幅を広げた。
ソーシャルメディアの普及により「シェアリング・エコノミー」と呼ばれるような新たな経済活動も出現した。

## 産業メディアとの違い
ソーシャルメディアは新聞、テレビ、映画などの産業メディアから区別される。ソーシャルメディアは個人的に利用できて、比較的安価であるが、産業メディアは新聞の発行や許認可制の放送業務のように、一般的には情報を発信するのに膨大な資源を必要とする。産業メディアは通常「従来型」の「放送」「マスメディア」と呼ばれる。

## 種類
ソーシャルメディアはブログ、ソーシャル・ネットワーキング・サービス、メッセンジャーアプリ、ビデオ会議アプリ、画像・動画共有サービスなどがある。
- 電子掲示板：Yahoo!掲示板、2ちゃんねる、ガールズちゃんねる
- ブログ：アメーバブログ、LINE BLOG、livedoor Blog、Tumblr、WordPress
- ミニブログ：Facebook、Twitter、Instagram、新浪微博
- ソーシャル・ネットワーキング・サービス：Google+、mixi、GREE
- メッセンジャーアプリ：LINE、カカオトーク、WeChat、Messenger、WhatsApp
- ビデオ会議アプリ：Skype、Zoom、Google Meet、Microsoft Teams
- 画像・動画共有サービス：YouTube、TikTok、Snapchat、Pixiv、ニコニコ動画
- ライブ動画配信サービス：YouTube Live、LINE LIVE、V LIVE、Twitch、ツイキャス、ニコニコ生放送
- ポッドキャスト：Spotify、SoundCloud
- ナレッジコミュニティ （集合知）：ウィキ、ウィキペディア、NAVERまとめ
- ソーシャルニュース：スラッシュドット、Digg
- ソーシャルブックマーク：はてなブックマーク
- レビューサイト

## 利点
質の高い証拠の統計的文献分析によると、ソーシャルメディアは常識に反して、従業員にとって仕事に関連した多くのメリットがある。

## 特徴と問題点
ハーバード大学医学部などの専門家は、ソーシャルメディアをメンタルヘルスと健康への主要な障害と見なしている。とある大手写真・動画共有ソーシャル・ネットワーキング・サービス（SNS）の10代のユーザーの3分の1以上が、多くのいいねやコメントを得るコンテンツを投稿することへのプレッシャーを感じており、40％以上が、見栄えのするコンテンツのみを投稿することへのプレッシャーを感じている。ある世界的に展開されている大手ソーシャルメディア自身の内部調査によると、10代の少女の13％以上が、ある大手写真・動画共有ソーシャル・ネットワーキング・サービスが自殺念慮を悪化させると述べ、17％が、このSNSの使用により摂食障害が悪化したと述べた。ハーバード大学医学部は、ソーシャルメディアの規制を検討しているとのこと。
ソーシャルメディアには利用者同士のつながりが促進されるような仕組みが用意され利用者間の関係を視覚的に把握できる特徴がある。また、検索機能によって知りたい情報に選択的に接触できる能動性があり、簡単にマルチメディア情報を即時的かつ広範囲に伝達できる拡散性がある。
一方、ソーシャルメディアは、編集部の選別を通るために一定水準以上の文章を読者に要求する雑誌の投稿欄とは違い、ユーザーが自由気ままに情報発信できるために勉強不足からくる質の低さがあり、それが世論形成にマイナスの影響を与えているという指摘がある。また、法学者のキャス・サンスティーンは、人々が自分の意見にマッチする情報に、選択的に繰り返し接触すると意見の分極化が進み、自分の考えに沿わない勢力を排除する思考が強化されると述べている。
ソーシャルメディアは世界的に政治宣伝に利用されており、日本でも2013年の公職選挙法改正によって、選挙運動にソーシャルメディアを利用することが解禁されている。また、アラブの春やウォール街を占拠せよなど、非合法の抵抗運動に対し、既存マスメディアは中立性の維持や政府との柵などの欺瞞によって同調しがたい体質がある。そのため、ソーシャルメディアは非合法の市民運動の呼びかけや、即時的な情報交換に利用されるケースも多い。
テロや犯罪、暴動など治安を揺るがす行為に利用される恐れがあることから国家的な監視対象となることがある。アメリカの例では、国土安全保障省がソーシャルメディアに書き込まれるテロや犯罪を連想する単語を監視するプログラムを運用していると伝えられる。また、危急の際には政府やソーシャルメディア企業の自主規制によってネットワークの遮断が行われるため、革命的事態へのソーシャルメディアの役割は限定的であるとも言われる。